# António Duarte
|                                                         |  |                                                                       |
| Retrato do poeta António de Navarro, 1930, barro cozido |  | António Navarro (ou Retrato de Poeta), c. 1942, mármore, altura 34 cm |

António Duarte da Silva Santos (Caldas da Rainha, 31 de janeiro de 1912 – Lisboa, 2 de março de 1998) foi um escultor, pertencente à segunda geração de artistas modernistas portugueses. Realizou uma "obra considerável de estatuário, mas também de retratista", afirmando-se como um dos escultores de maior relevo da sua geração.

## Biografia
Era filho de Joaquim da Silva Santos, natural de Lisboa, e da proprietária Raquel do Rosário Santos, natural de Roliça, então uma freguesia do concelho de Óbidos (atualmente do concelho do Bombarral).
Fez o curso de escultura na Escola de Belas Artes de Lisboa, onde mais tarde seria professor (jubilado em 1984).
A sua obra – em que a pedra foi material de eleição –, afirma-se a partir da década de 1930, contribuindo para definir o sentido estético dessa fase da escultura nacional. "António Duarte é, na sua geração, o melhor retratista em escultura, renovando a obra notável de Francisco Franco dos anos 20". Datam do período inicial os bustos de Teixeira de Pascoaes e António de Navarro, que expôs na Exposição dos Independentes, SNBA, 1930; no segundo, hoje desaparecido, interpreta geometricamente os volumes, numa abordagem a que haveria regressar muitos anos mais tarde. Voltaria a retratar Navarro em 1942, "numa cabeça de mármore esculpida com excelente sentido tátil que é, no seu género, uma das melhores obras de escultura nacional".
A 23 de outubro de 1938, casou civilmente em Lisboa com Regina Bensaúde Branco (São José, Lisboa, 27 de fevereiro de 1910 – Ramada, Odivelas, 20 de maio de 1999), doméstica, tia de Jorge Sampaio, filha do oficial da Marinha Fernando Augusto Branco e de Sarah Bensaúde Branco, doméstica, natural de Ponta Delgada.
Em 1951, enquanto ilustrador, passou a colaborar nos fascículos de cultura Acto, onde António Quadros e Orlando Vitorino eram directores e tinham sido os fundadores.
Nas décadas de 1950-60 a sua obra evolui; esculpe nus de "formas estilizadas com notável pureza", onde assume uma ou outra "definição abstrata", adiantando-se assim aos seus contemporâneos, "num desejo mais formal do que estético"  (veja-se, por exemplo, a estátua no jardim do edifício sede da Fundação Calouste Gulbenkian).
Na sua vasta obra no domínio da estatuária, espalhada por Portugal continental e ultramarino, podem destacar-se, por exemplo: Grupos de Cavalos Marinhos (Praça do Império, Belém, Lisboa, 1940); Virgem dos Pastores (Serra da Estrela); e ainda os monumentos a Camilo Castelo Branco (Lisboa, 1949), Diogo Cão (Luanda, 1948), D. Sancho I (1955), D. Pedro I (Cascais, 1965), S. António (Praça de Alvalade, Lisboa, 1972), etc.
Em 1955-56 colaborou com o arquiteto Filipe Nobre de Figueiredo no concurso para o monumento ao Infante D. Henrique em Sagres.
Participou em inúmeras exposições, podendo destacar-se: Salão dos Independentes (1930); Exposição Internacional de Paris, 1935; Exposição do Mundo Português, 1940 (Grupos de Cavalos Marinhos, Praça do Império); Exposições de Arte Moderna do S.P.N./S.N.I. (desde 1940); Bienal de S. Paulo, Brasil, 1951 e 1953; I, II e III Exposições de Artes Plásticas da Fundação Calouste Gulbenkian, 1957, 1961 e 1986; Bienal de Veneza, 1954; Art Portugais, Bruxelas, Paris, Madrid, 1967-1968; etc.
Recebeu os seguintes prémios: Prémio Mestre Manuel Pereira, S.P.N./S.N.I. (1942); Prémio Soares dos Reis, S.P.N./S.N.I. (1944, 1953); Prémio Domingos Sequeira, S.P.N./S.N.I. (1952); Medalha de Honra, Exposição Internacional de Bruxelas (1958). Foi ainda premiado com o 1º Prémio de escultura na I e II Exposições de Artes Plásticas da Fundação Calouste Gulbenkian (1957, 1961).
Após doação da coleção de arte do Mestre escultor à sua cidade natal, em 1985 foi inaugurado nas Caldas da Raínha o Atelier-Museu António Duarte.
Está representado em coleções públicas e privadas, nomeadamente: Museu do Chiado, Lisboa; Museu José Malhoa, Caldas da Rainha; Museu Grão Vasco, Viseu; Museu Nacional de Soares dos Reis, Porto ; Fundação Calouste Gulbenkian, Lisboa; etc. 
Foi agraciado com a Ordem Militar de Sant'Iago da Espada – grau de Oficial a 4 de março de 1941 e grau de Comendador a 16 de outubro de 1987.
Morreu em Lisboa, a 2 de março de 1998, e encontra-se sepultado no Cemitério do Alto de São João, no jazigo de família onde também foi sepultado Jorge Sampaio, em 2021.

### Grupos de Cavalos Marinhos, 1940; Praça do Império, Lisboa

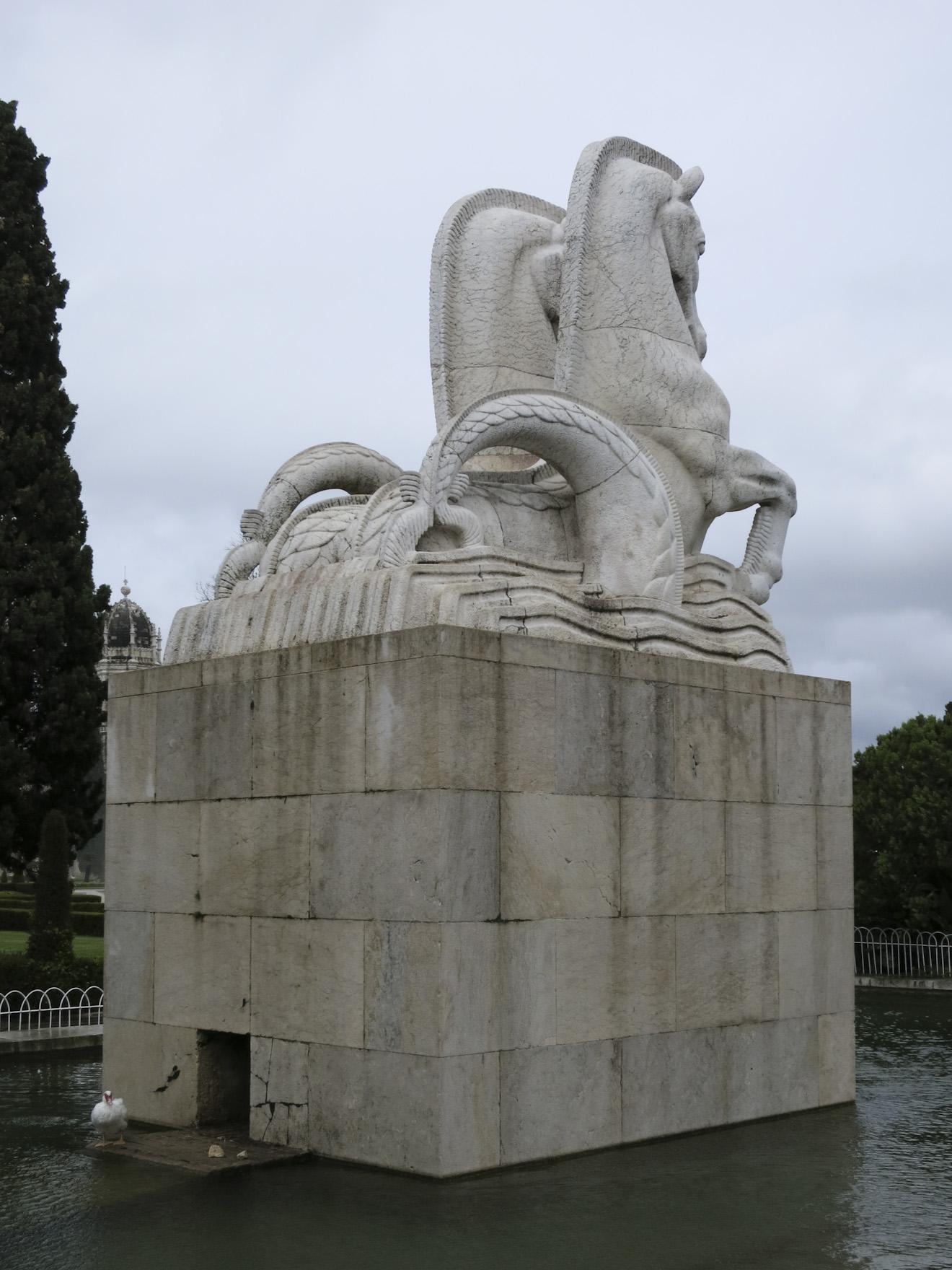
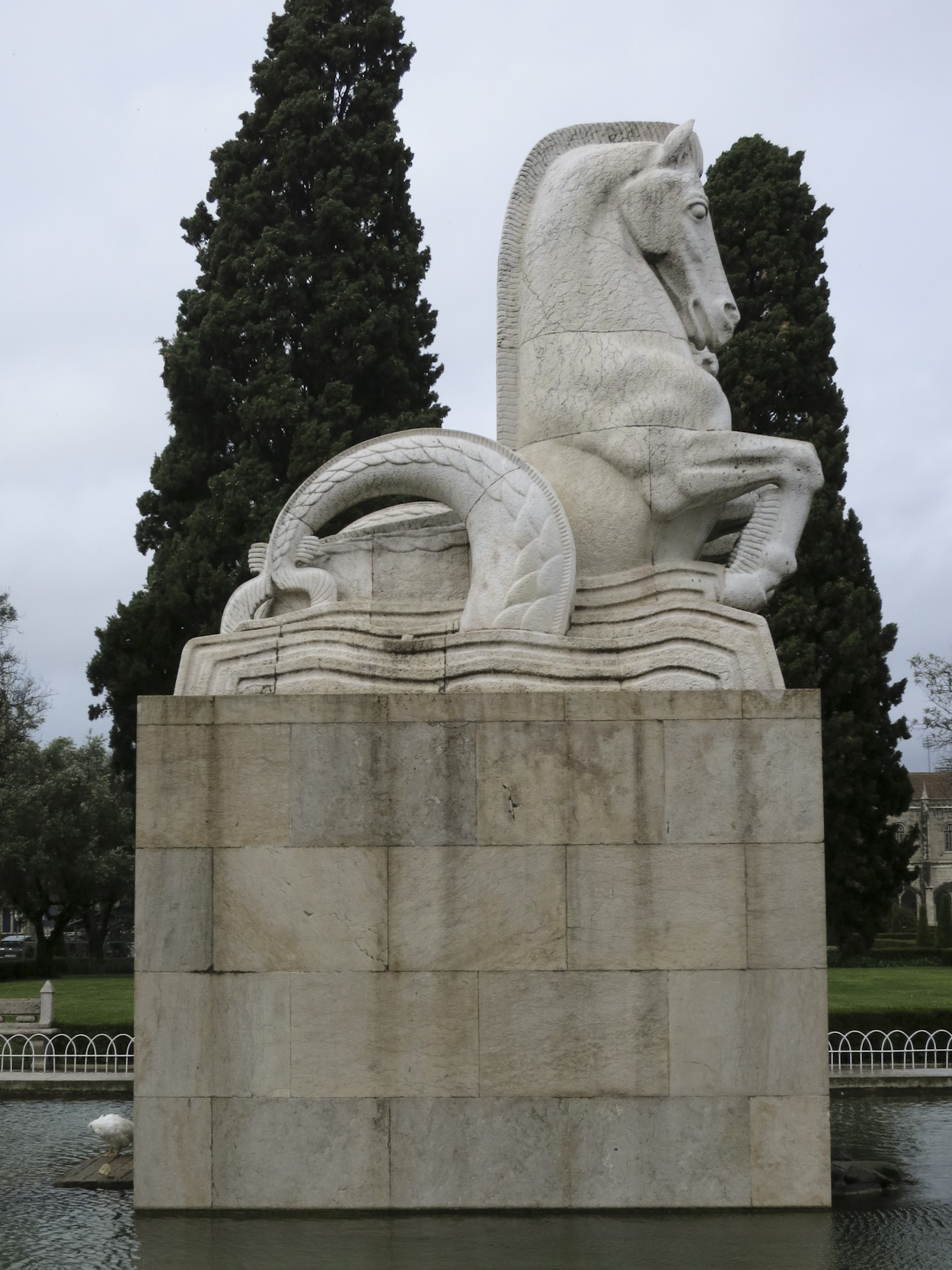
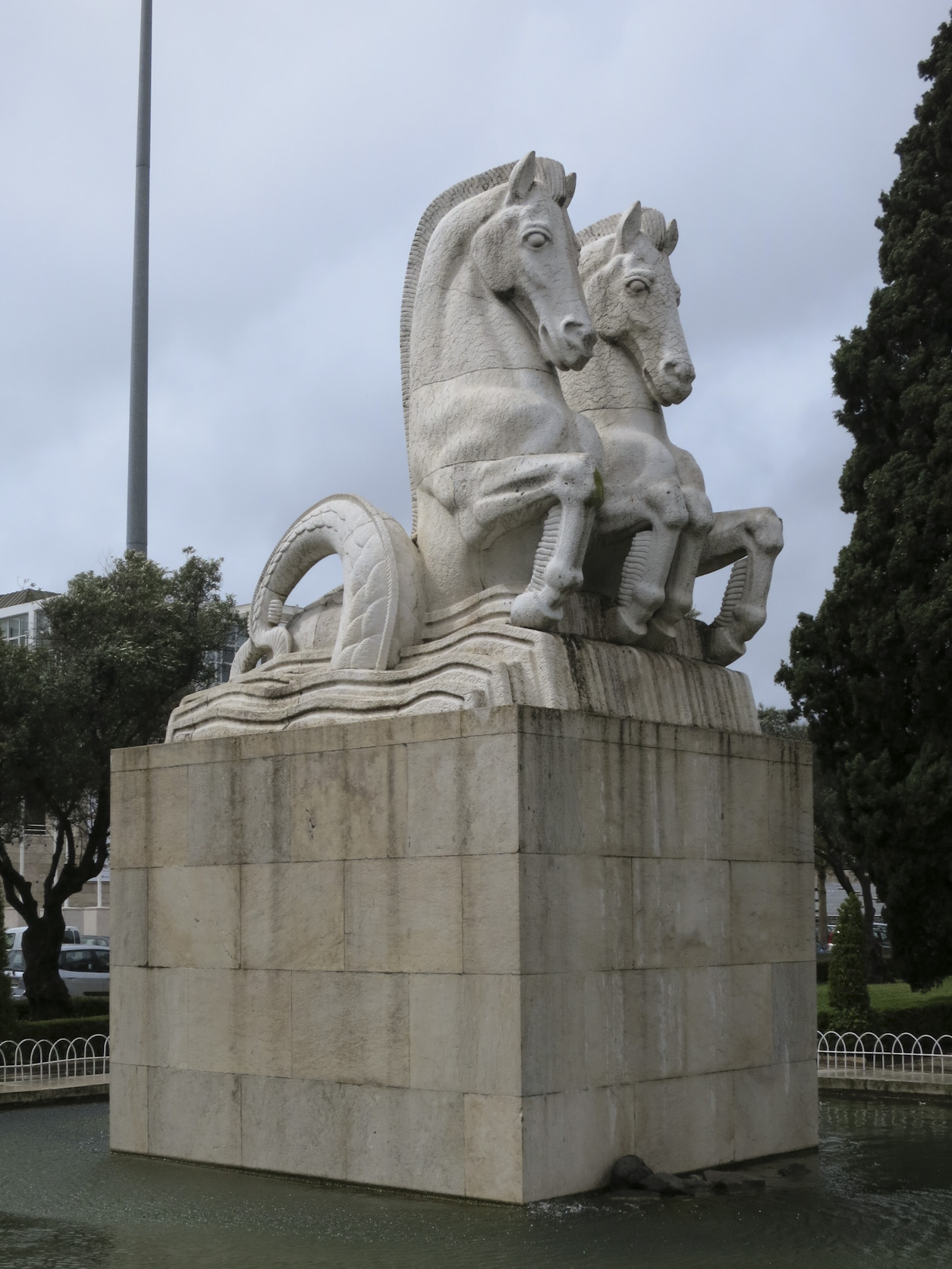

### Camilo Castelo Branco, 1949; Lisboa

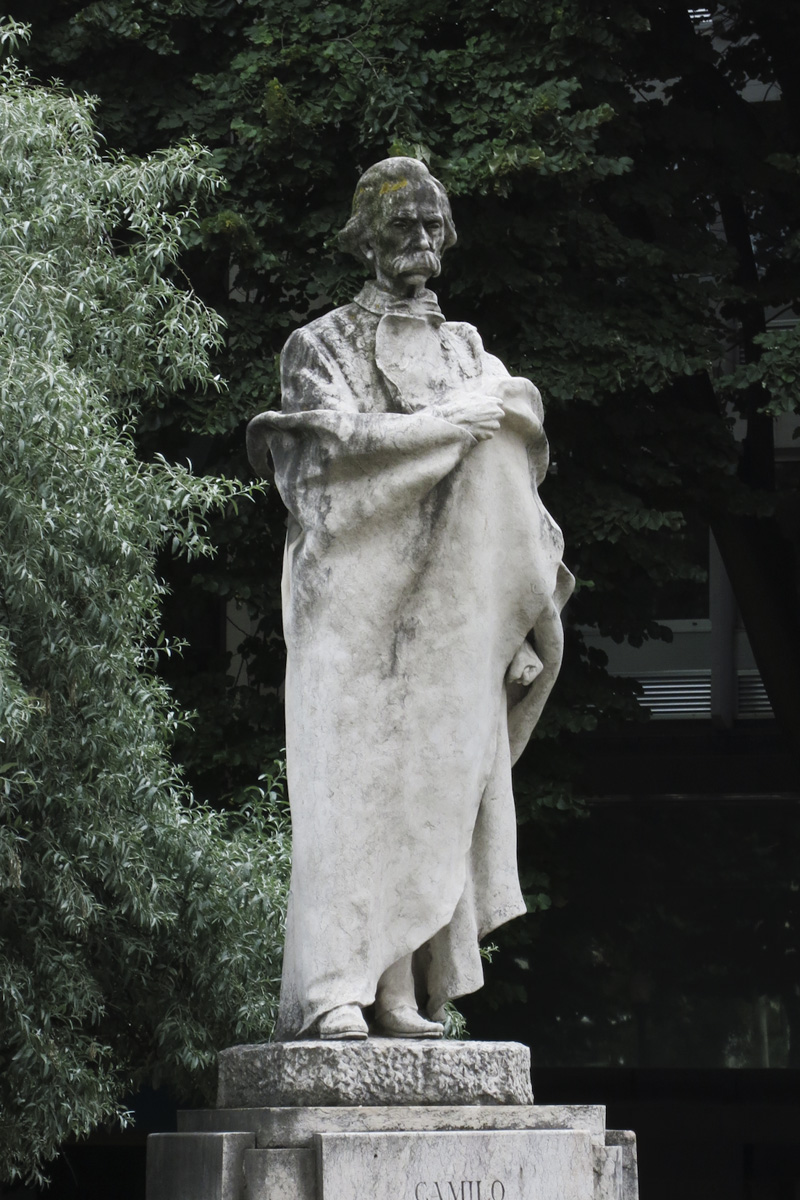
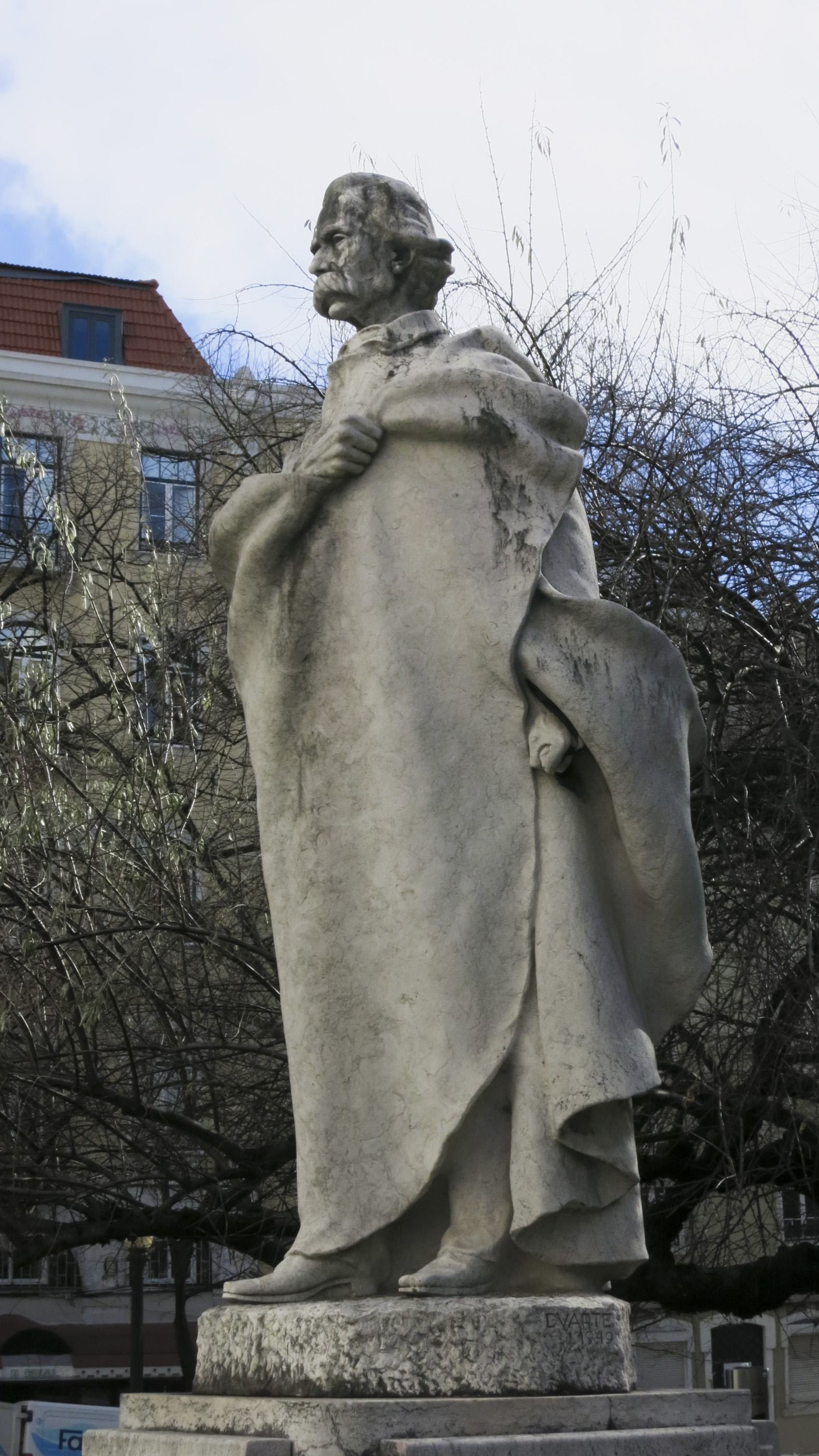

### D. Afonso III, 1959; Faro

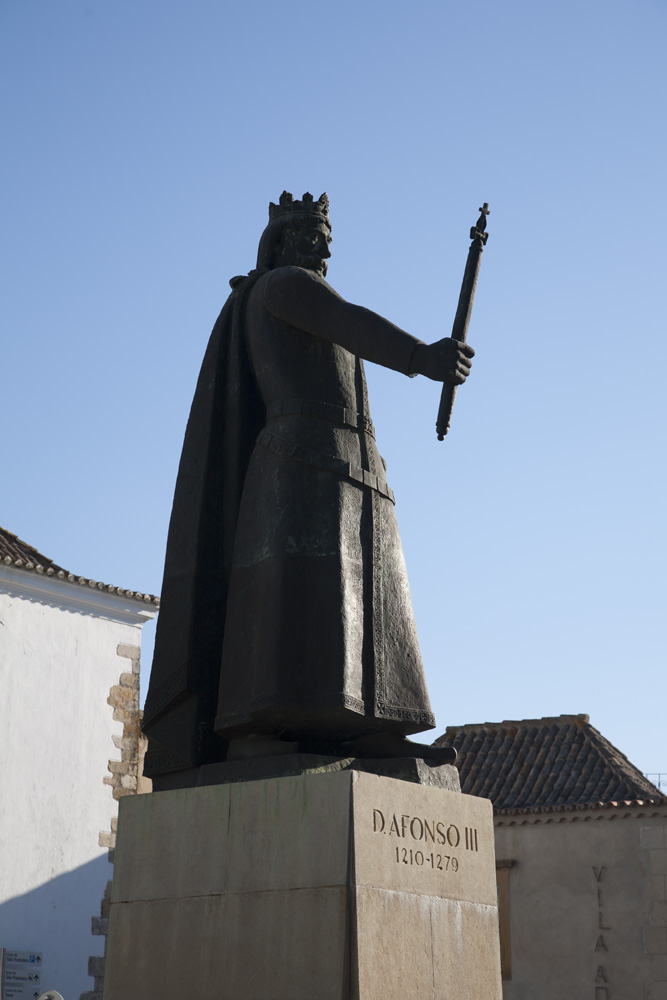
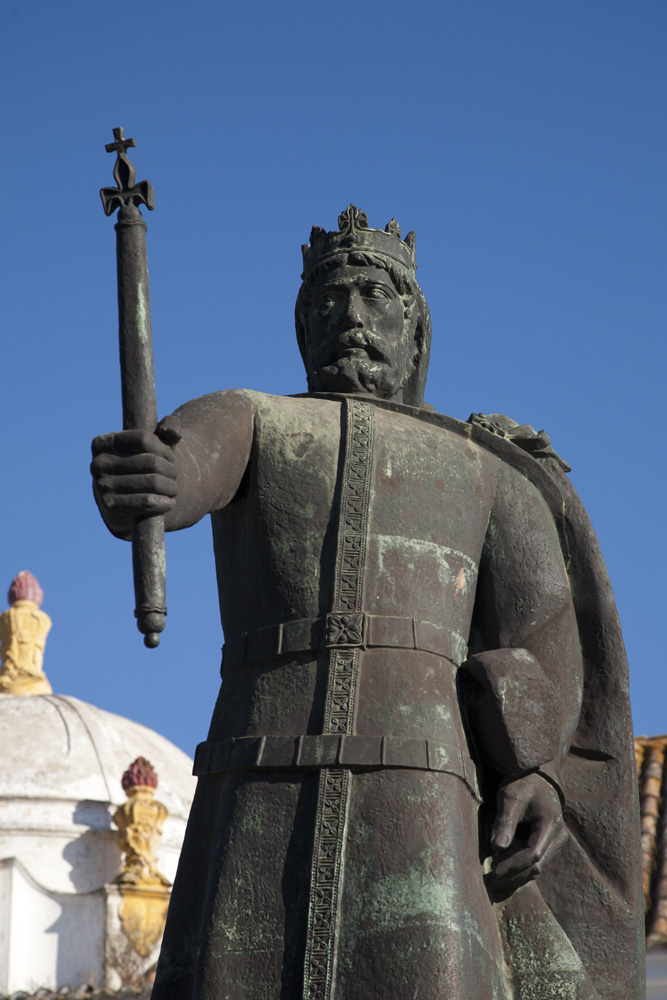
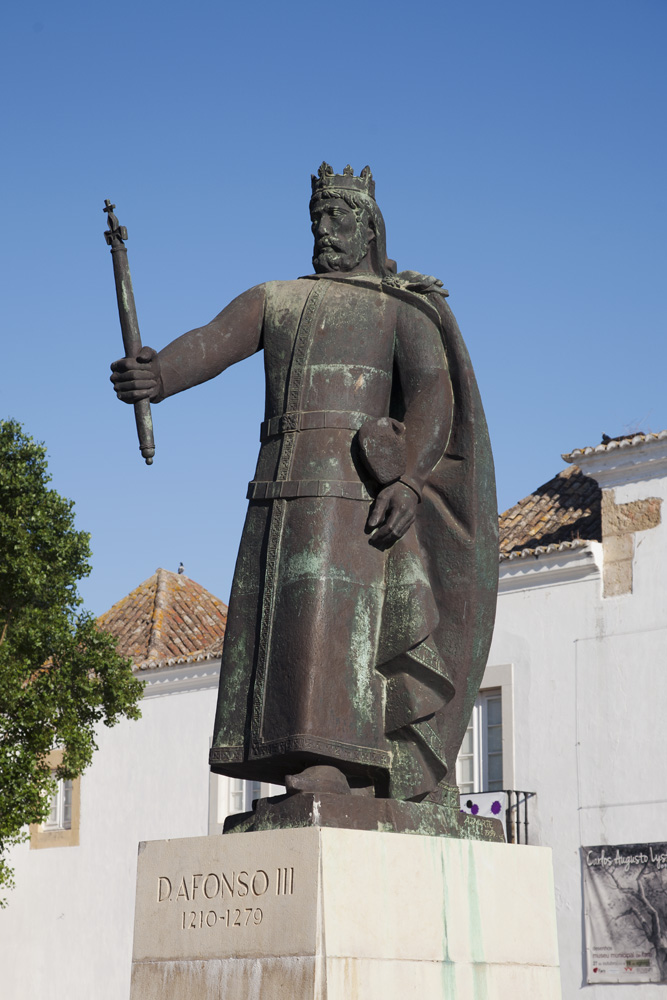

### Lei, c. 1960; Palácio de Justiça, Guimarães

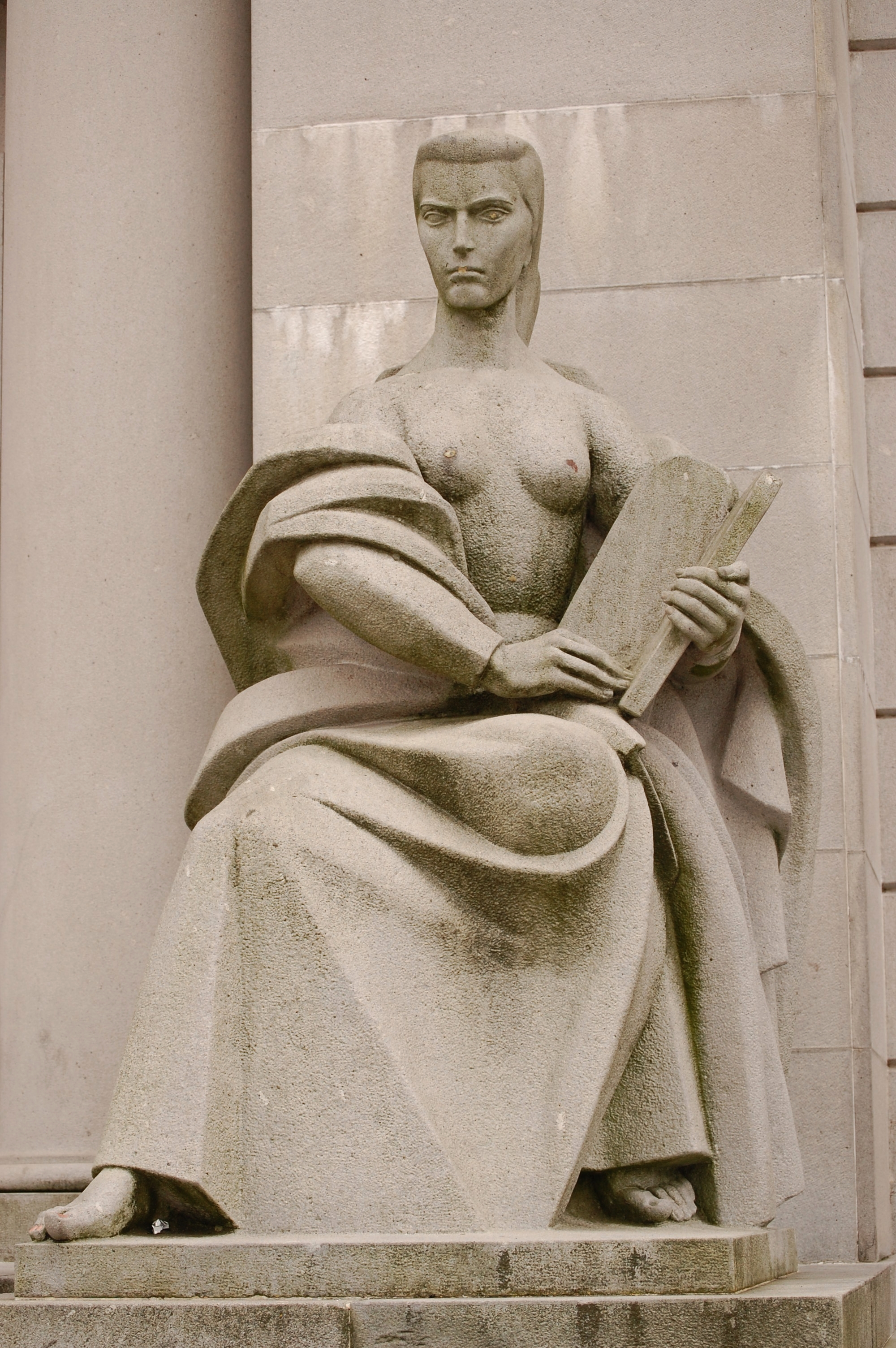
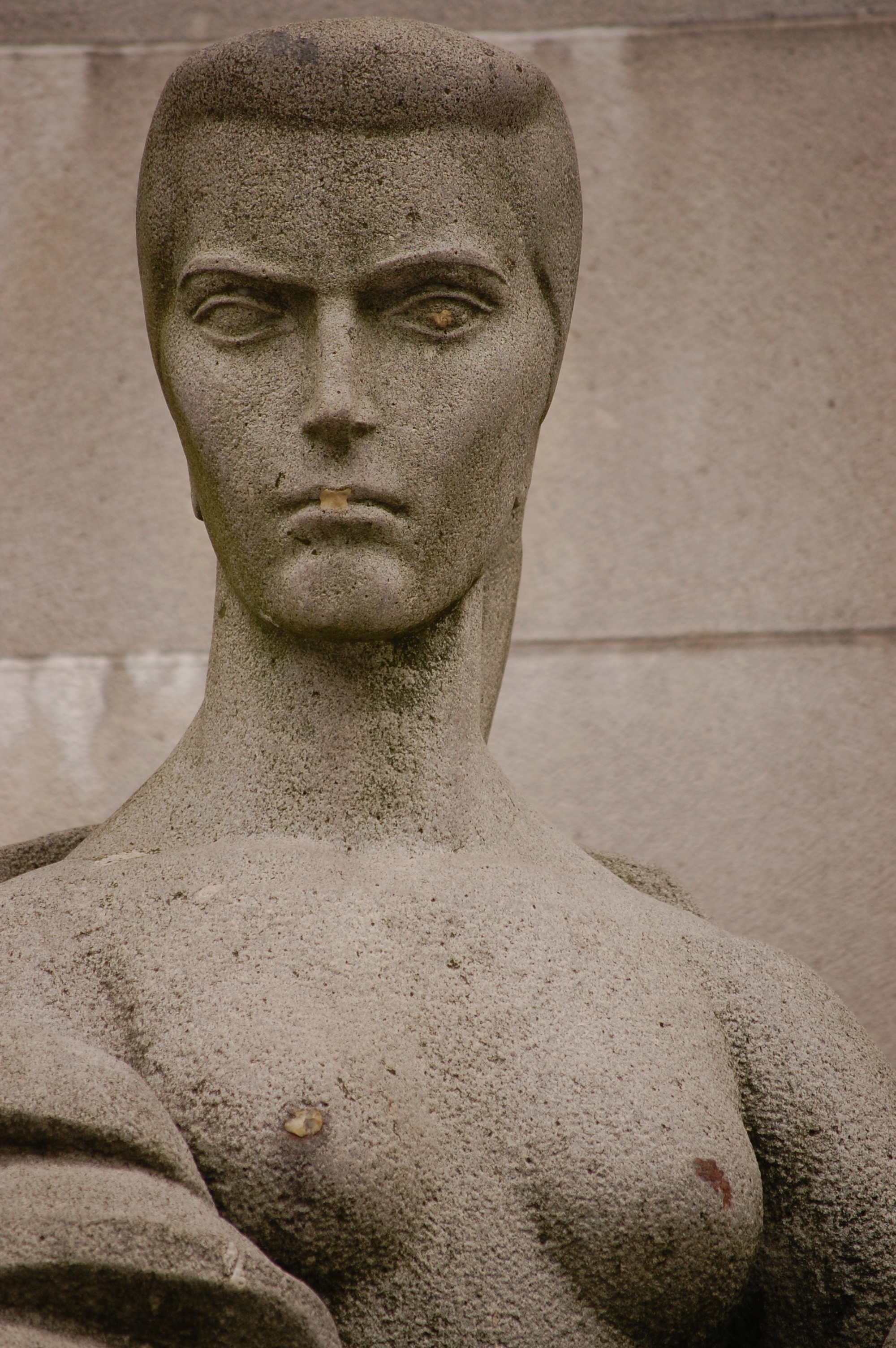

### Nu Feminino, 1960, granito; jardim da sede da Fundação Calouste Gulbenkian, Lisboa

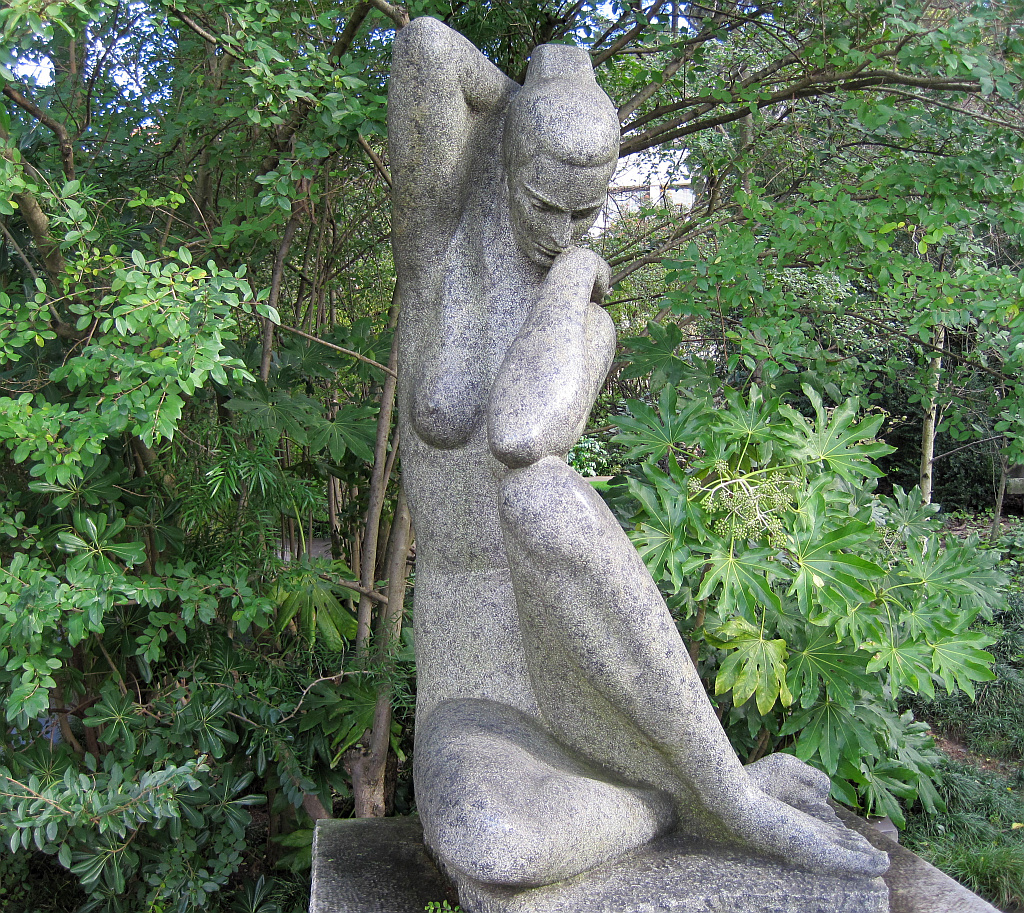
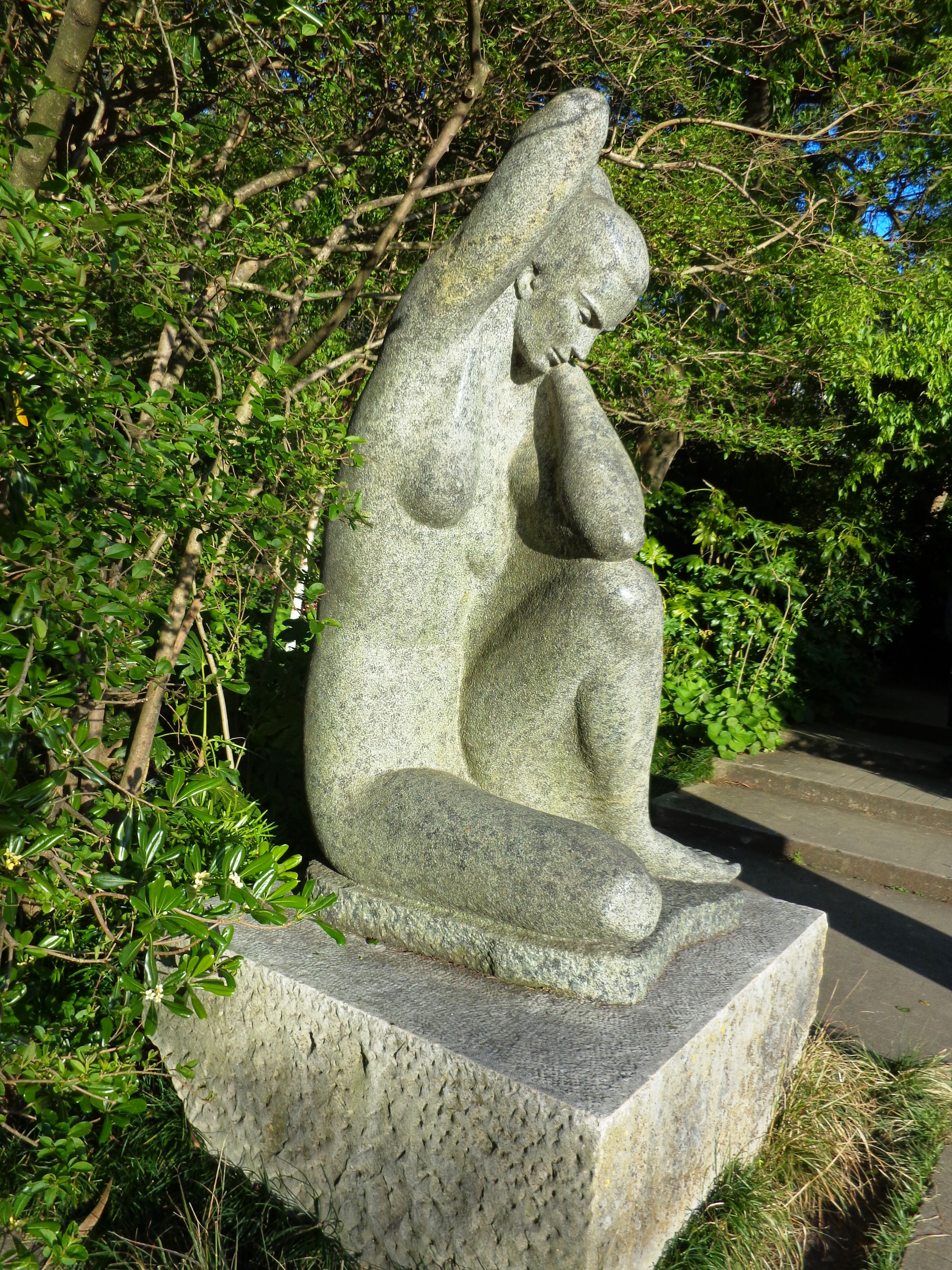

### D. Pedro I, c. 1964, bronze; Cascais

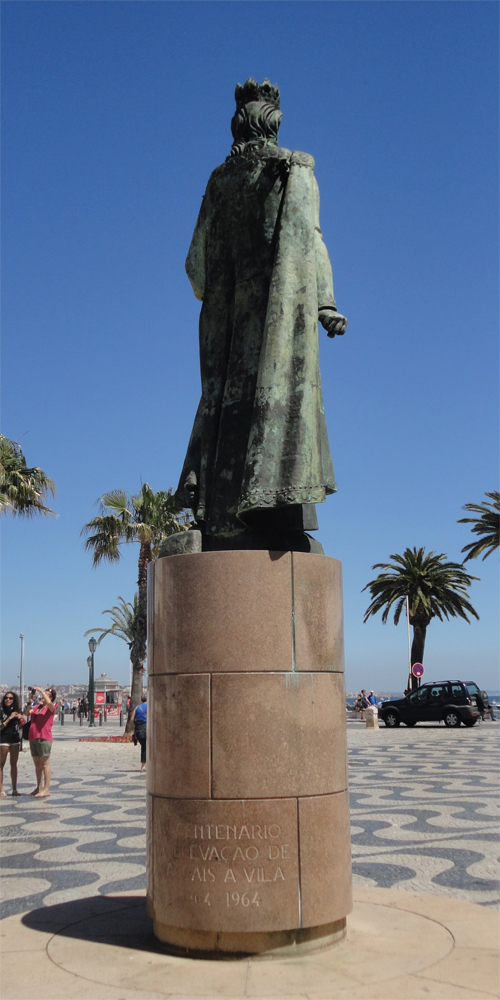
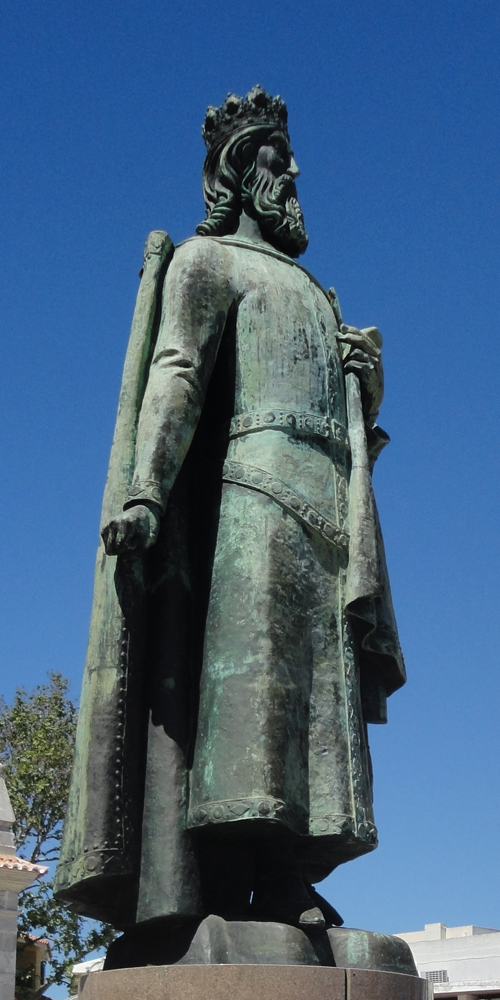
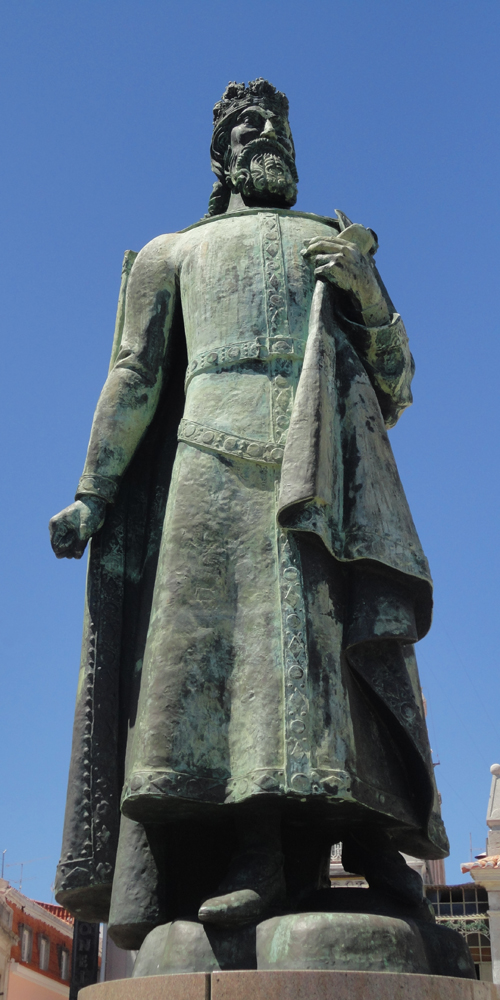
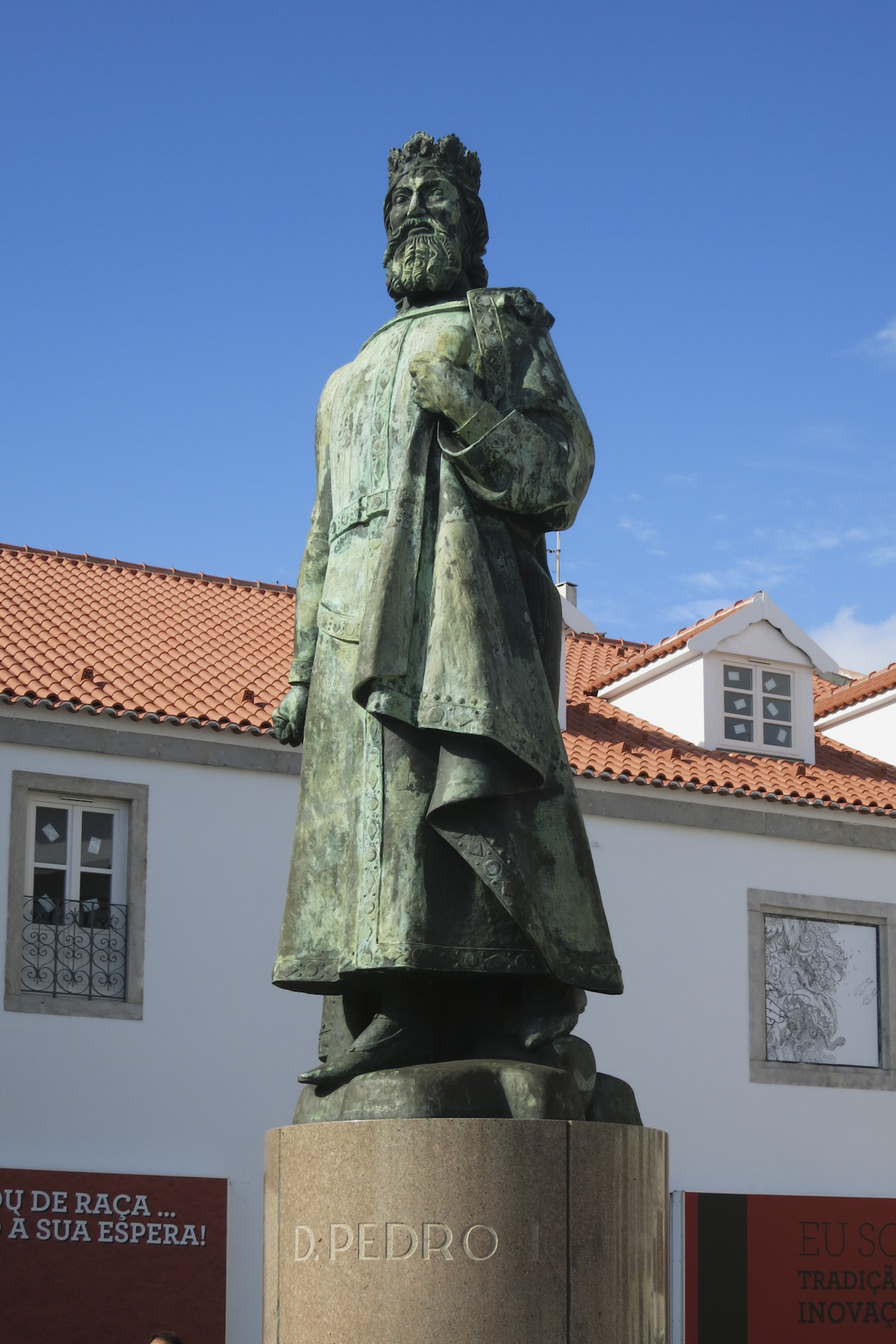

### Santo António, 1972, bronze; Praça de Alvalade, Lisboa

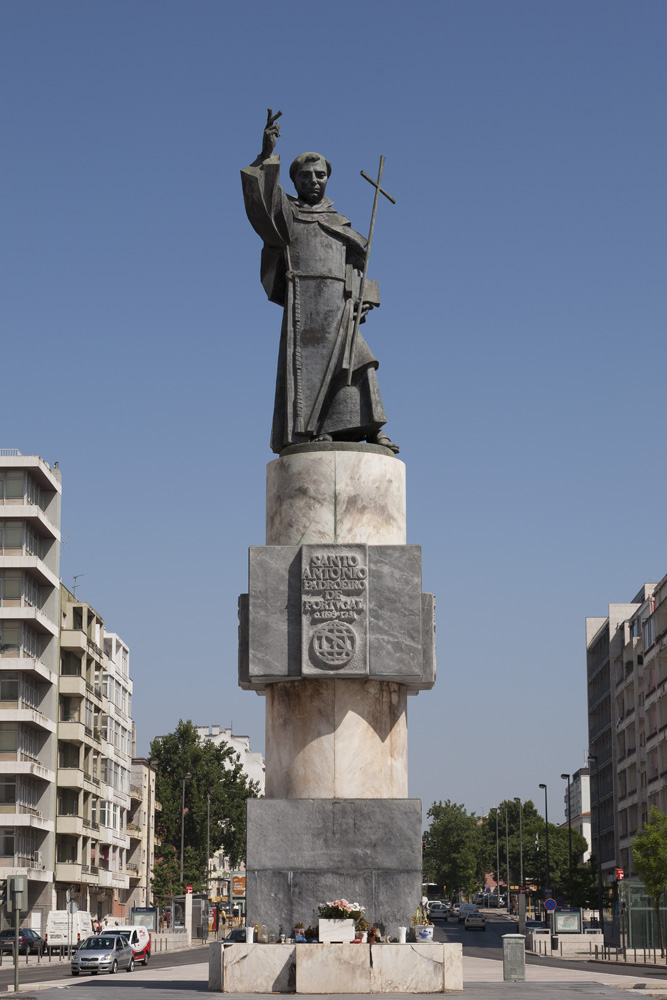
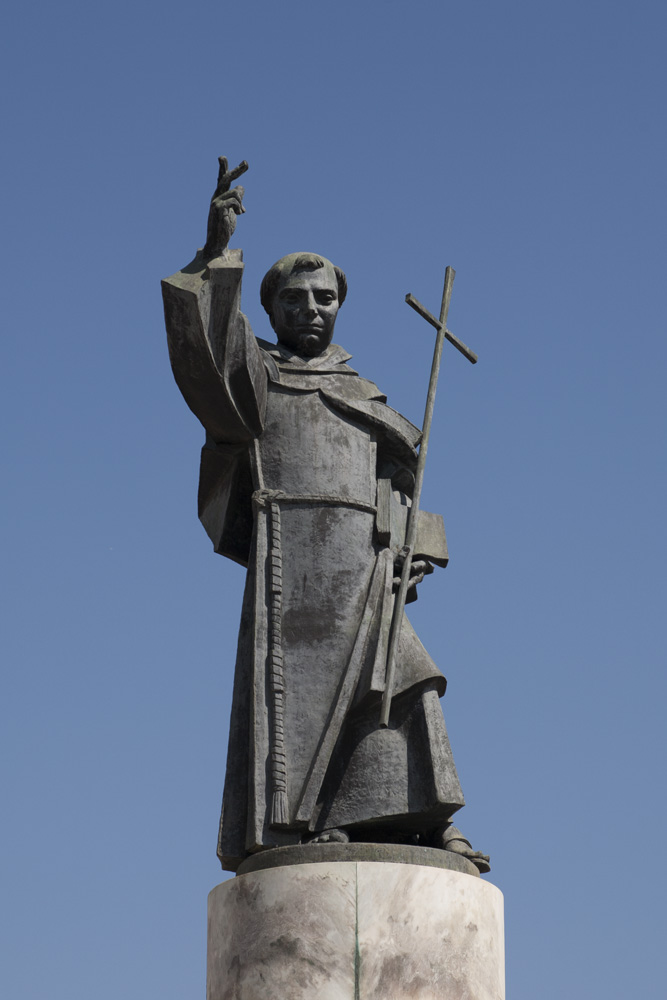
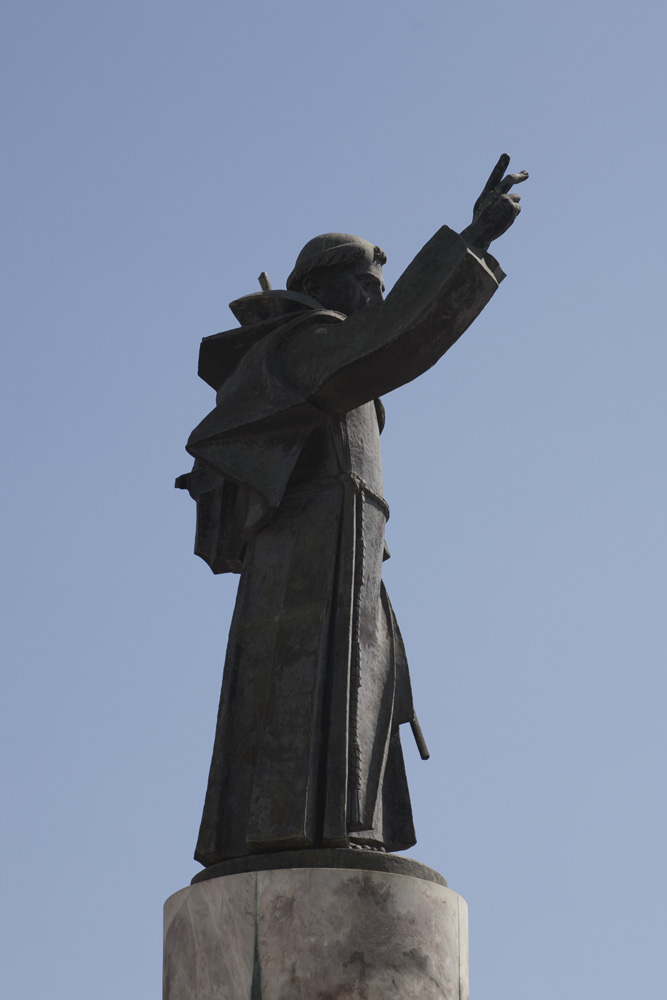